# Oxynoemacheilus atili
Oxynoemacheilus atili és una espècie de peix pertanyent a la família dels balitòrids i a l'ordre dels cipriniformes.

## Etimologia
L'epítet atili fa referència a Ahmed Tuncay Atil.

## Descripció
El cos, allargat, fa 7,6 cm de llargària màxima. 10 radis tous a l'aleta dorsal, 8 a l'anal, 9-10 a les pectorals i 6 a les pelvianes. Aleta caudal més o menys truncada. Absència d'aleta adiposa. Mascles amb les aletes pectorals més allargades que les de les femelles. Es diferencia de totes les altres espècies del mateix gènere a Turquia pel seu patró de color, la forma de la bufeta natatòria i la presència d'escates només a la part posterior del cos (incrustades a la pell).<

## Hàbitat i distribució geogràfica
És un peix d'aigua dolça, demersal i de clima subtropical, el qual viu a Àsia: és un endemisme del riu Manavgat i dels 10-15 rierols que desguassen al llac Beyşehir a l'Anatòlia Central (Turquia).

## Observacions
És inofensiu per als humans, el seu índex de vulnerabilitat és baix (20 de 100) i les seues principals amenaces són la degradació del seu hàbitat, l'extracció d'aigua, la introducció d'espècies exòtiques i la reducció de les pluges a causa del canvi climàtic.